# Осиново (Красночетайський район)
Оси́ново (рос. Осиново, чув. Ирчкасси) — присілок у Чувашії Російської Федерації, у складі Пандіковського сільського поселення Красночетайського району.
Населення — 108 осіб (2010; 125 в 2002, 235 в 1979, 301 в 1939, 277 в 1927, 140 в 1897, 135 в 1870).
Національний склад (2002):
- чуваші — 100 %

## Історія
Історичні назви — Осинова, Осиновка, Ірчкаси, Ірчеккаси. До 1835 року селяни мали статус державних, до 1863 року — удільних, займались землеробством, тваринництвом, виробництвом взуття та одягу. 1931 року створено колгосп «Завіти Ілліча». До 1920 року присілок входив до складу Курмиської та Пандіковської волостей Курмиського повіту (у період 1835–1863 років — у складі Курмиського удільного приказу), до 1927 року — Пандіковської та Красночетаївської волостей Ядринського повітів. З переходом на райони 1927 року — спочатку у складі Красночетайського, у період 1962–1965 років — у складі Шумерлинського, після чого знову переданий до складу Красночетайського району.

## Господарство
У селі діє магазин.